# Halsultanpur, Gulbarga
Halsultanpur là một làng thuộc tehsil Gulbarga, huyện Gulbarga, bang Karnataka, Ấn Độ.